# Tolb nuur
Tolb nuur (mong. Толбо; trl. Tolbo nuur) – słodkowodne jezioro w zachodniej Mongolii, w ajmaku bajanolgijskim, w Ałtaju Mongolskim.
Jezioro o powierzchni 84 km², głębokości do 12 m, długości do 21 km i szerokości do 7 km. Leży na wysokości 2079 m n.p.m. Zamarza w okresie od października do maja. Występują różne gatunki ptaków, m.in.: bielik wschodni, raróg, kormoran zwyczajny, łabędź krzykliwy, gęś tybetańska, kazarka rdzawa, gągoł oraz czajka zwyczajna